# Göran Hassler
Odd Göran Arne Hassler, född 18 december 1933 i Motala församling, Östergötlands län, död 9 maj 2015 i Maria Magdalena församling, Stockholm, var en svensk radioproducent och författare.
Hassler var producent på Utbildningsradion och senare redaktör för tidskriften Kulturens Värld. Han utgav Ordens musik, en kommenterad antologi med svensk lyrik, utgiven som En bok för alla. Göran Palm kallade honom ”en sann folkbildare”.
Göran Hassler är gravsatt i urnlunden på Maria Magdalena kyrkogård i Stockholm.